# 达尔富尔地区政府
达尔富尔地区政府（阿拉伯语：‎，羅馬化：Hukumat Aqalim Darfur）是苏丹达尔富尔地区的政府。 根据2006年达尔富尔和平协议，2007年4月成立了过渡达尔富尔地区权力机构。授权法源是根据2006年5月签署的《2006年达尔富尔和平协议》的条款。
2011年7月14日，根据新的达尔富尔和平协议（包括权力机构将同时拥有行政职能和立法职能的规定），过渡达尔富尔地区权力机构改组为达尔富尔地区权力机构。改组进程开始于2011年9月20日铁贾尼·塞塞被任命为新的权力机构主席时，完成于2012年2月8日权力机构拥有完备的组织架构时。权力机构的总部位于北达尔富尔州的法希尔。
在2016年4月举行达尔富尔地位全民投票后，达尔富尔地区权力机构于2016年7月解散。其资产已移交给苏丹总统办公室，作为《达尔富尔和平协议》一部分设立的委员会现在直接向总统报告。
2021年8月，达尔富尔地区权力机构改组为达尔富尔地区政府。